# Niżnie Kominy

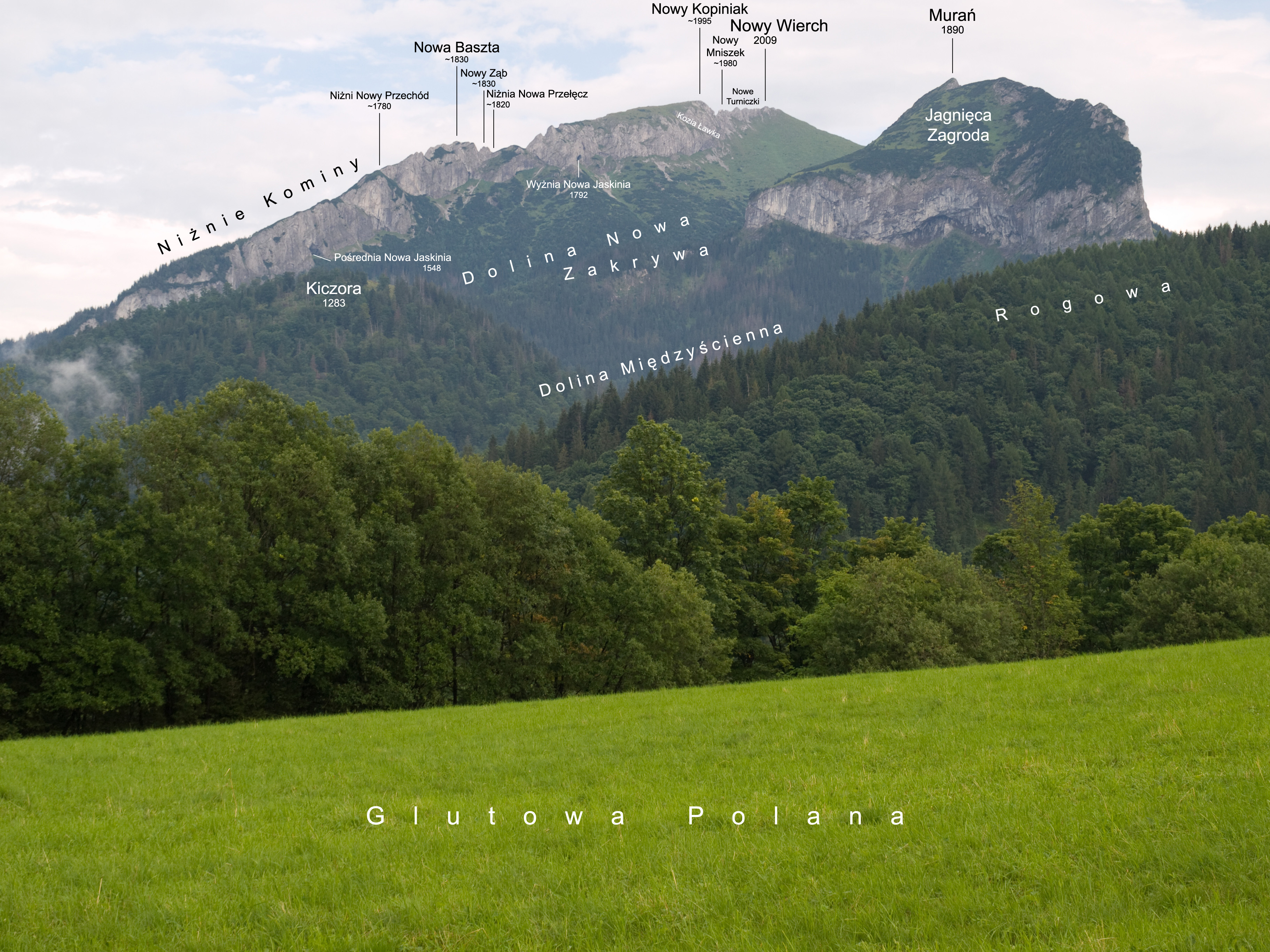

Niżnie Kominy – dolna część Kominów Zdziarskich w słowackich Tatrach Bielskich. Opada z Niżniego Nowego Przechodu (ok. 1780 m) w  północno-zachodnim kierunku na przełęcz Małe Siodło (ok. 1155 m). Stanowi około połowy długości Kominów Zdziarskich. Najwyższy jej punkt (1756 m) znajduje się w odległości kilkudziesięciu metrów od Niżniego Nowego Przechodu, i z przełęczy tej można na niego wyjść bez żadnych trudności. Północno-wschodnie stoki Niżnich Kominów opadają do Doliny Hawraniej i są porośnięte lasem i kosodrzewiną dochodzącą do samej grani. Na południowo-zachodnią stronę do Nowej Doliny grań Niżnich Kominów na całej swojej długości opada ścianami o wysokości około 80 m. U podnóży tych ścian znajdują się otwory dwóch jaskiń; Niżniej Nowej Jaskini i Pośredniej Nowej Jaskini.
W północnym kierunku odbiega od grani Niżnich Kominów krótki, porośnięty lasem grzbiet zakończony Małą Kopką (1177 m). Płytkim siodłem między tym grzbietem a skalistą częścią głównej grani Niżnich Kominów prowadzi Bielska Ścieżka nad Reglami.
Nazwę Niżnie Kominy wprowadził Władysław Cywiński w 4 tomie przewodnika Tatry. 

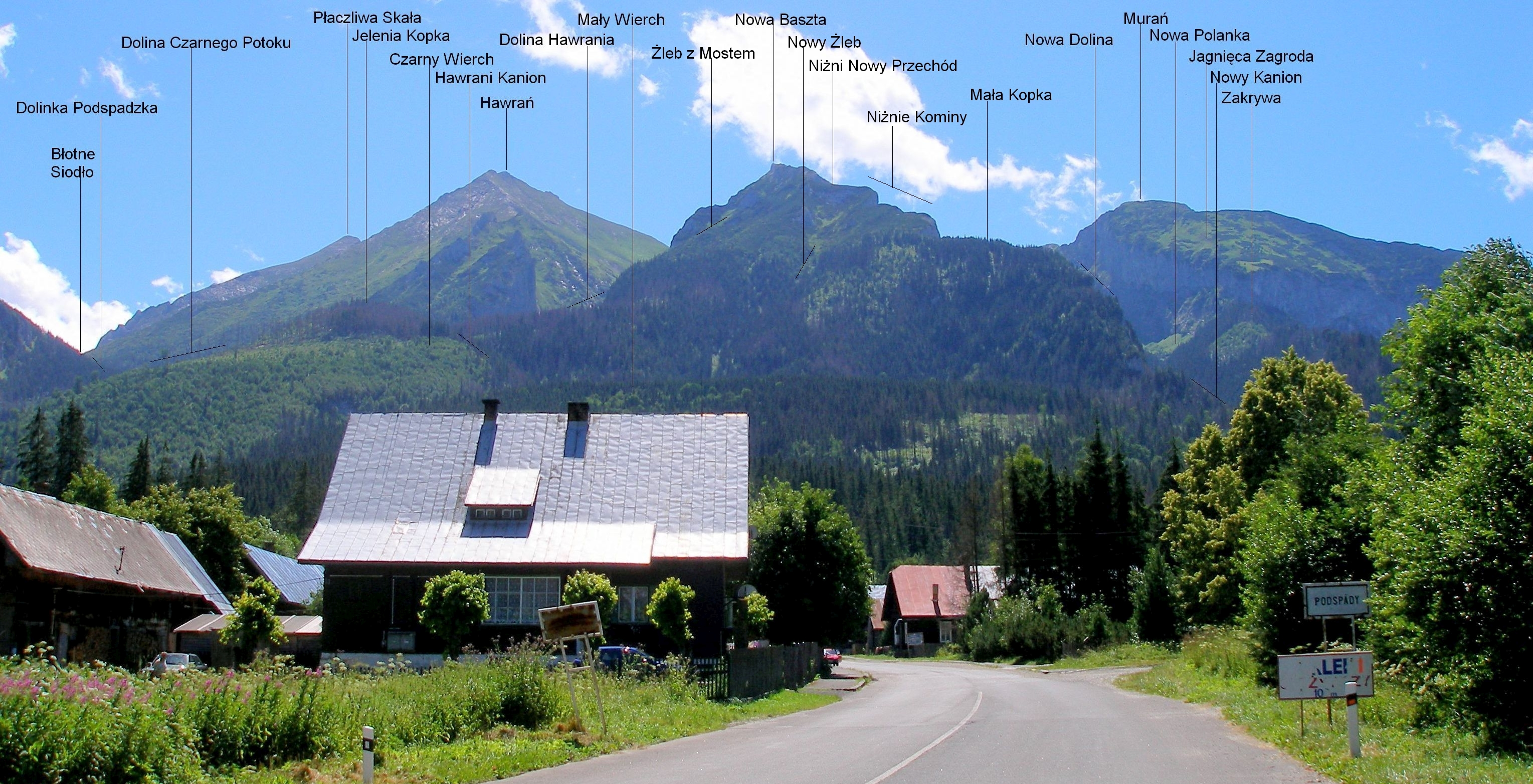
Widok z Podspadów